# 柳希点
柳希点（1553年—？），字汝志，號春沂，浙江蘭谿縣（今浙江兰溪）人，明朝政治人物。进士出身。

## 生平
萬曆四年（1576年）丙子科浙江鄉試第六十六名舉人，八年（1580年）中式庚辰科會試第一百十九名，三甲第一百二名進士。都察院觀政，本年授赣州府推官，十三年充本省乡试同考官，十五年升南京工部主事，十九年升南京户部郎中，调南京兵部。
萬曆二十一年（1593年），接替李多见任松江府知府一职，萬曆二十四年（1596年）因为丁憂，由李再命接任。二十七年起补南雄知府，三十年升徽宁兵備副使，三十一年丁憂归乡。著作有《桃源里草》。

## 家族
曾祖柳聦。祖父柳呈。父柳半。